# Mistrovství světa v házené žen 1999
14. mistrovství světa v házené žen proběhlo ve dnech 29. listopadu až 12. prosince 1999 v Dánsku a Norsku . Mistrovství se zúčastnilo 24 družstev rozdělených do čtyř šestičlenných skupin. První tři týmy postoupily přímo do osmifinálové vyřazovací fáze o titul. Družstva ze čtvrtých a pátých míst odehrála čtyři barážová utkání o postup do osmifinále. Mistrem světa se stala reprezentace Norska.

## Základní skupiny

### Skupina A
| Poř. | tým        | Z | V | R | P | VB  | OB  | +/− | B | výsledek             |
| ---- | ---------- | - | - | - | - | --- | --- | --- | - | -------------------- |
| 1.   | Nizozemsko | 5 | 4 | 0 | 1 | 124 | 101 | +23 | 8 | postup do osmifinále |
| 2.   | Norsko     | 5 | 4 | 0 | 1 | 137 | 88  | +49 | 8 | postup do osmifinále |
| 3.   | Polsko     | 5 | 3 | 1 | 1 | 126 | 114 | +12 | 7 | postup do osmifinále |
| 4.   | Bělorusko  | 5 | 2 | 1 | 2 | 127 | 123 | +4  | 5 | postup do osmifinále |
| 5.   | Česko      | 5 | 1 | 0 | 4 | 124 | 121 | +3  | 2 |                      |
| 6.   | Austrálie  | 5 | 0 | 0 | 5 | 75  | 166 | −91 | 0 |                      |

| 29 . listopadu 16:30 | Polsko   | 29 - 19 | Austrálie | Oslo, Norsko Počet diváků: 600 Rozhodčí: Chung, Lim (KOR) |
| 29 . listopadu 16:30 | (16 - 9) |         |           | Oslo, Norsko Počet diváků: 600 Rozhodčí: Chung, Lim (KOR) |
| 29 . listopadu 16:30 |          |         |           | Oslo, Norsko Počet diváků: 600 Rozhodčí: Chung, Lim (KOR) |

| 29 . listopadu 18:00 | Norsko   | 29 - 13 | Bělorusko | Oslo, Norsko Počet diváků: 6400 Rozhodčí: Gallego, Lamas (ESP) |
| 29 . listopadu 18:00 | (13 - 9) |         |           | Oslo, Norsko Počet diváků: 6400 Rozhodčí: Gallego, Lamas (ESP) |
| 29 . listopadu 18:00 |          |         |           | Oslo, Norsko Počet diváků: 6400 Rozhodčí: Gallego, Lamas (ESP) |

| 29 . listopadu 21:00 | Nizozemsko | 25 - 21 | Česko | Oslo, Norsko Počet diváků: 793 Rozhodčí: Kalin, Korič (SLO) |
| 29 . listopadu 21:00 | (15 - 11)  |         |       | Oslo, Norsko Počet diváků: 793 Rozhodčí: Kalin, Korič (SLO) |
| 29 . listopadu 21:00 |            |         |       | Oslo, Norsko Počet diváků: 793 Rozhodčí: Kalin, Korič (SLO) |

| 30 . listopadu 17:00 | Bělorusko | 29 - 29 | Polsko | Gjøvik, Norsko Rozhodčí: Kalin, Korič (SLO) |
| 30 . listopadu 17:00 | (15 - 14) |         |        | Gjøvik, Norsko Rozhodčí: Kalin, Korič (SLO) |
| 30 . listopadu 17:00 |           |         |        | Gjøvik, Norsko Rozhodčí: Kalin, Korič (SLO) |

| 30 . listopadu 19:00 | Česko     | 21 - 30 | Norsko | Gjøvik, Norsko Počet diváků: 2700 Rozhodčí: Ehrmann, Künzig (GER) |
| 30 . listopadu 19:00 | (10 - 13) |         |        | Gjøvik, Norsko Počet diváků: 2700 Rozhodčí: Ehrmann, Künzig (GER) |
| 30 . listopadu 19:00 |           |         |        | Gjøvik, Norsko Počet diváků: 2700 Rozhodčí: Ehrmann, Künzig (GER) |

| 30 . listopadu 21:00 | Austrálie | 16 - 26 | Nizozemsko | Gjøvik, Norsko Počet diváků: 300 Rozhodčí: Gallego, Lamas (ESP) |
| 30 . listopadu 21:00 | (9 - 14)  |         |            | Gjøvik, Norsko Počet diváků: 300 Rozhodčí: Gallego, Lamas (ESP) |
| 30 . listopadu 21:00 |           |         |            | Gjøvik, Norsko Počet diváků: 300 Rozhodčí: Gallego, Lamas (ESP) |

| 2 . prosince 17:00 | Bělorusko | 24 - 22 | Česko | Hamar, Norsko Počet diváků: 800 Rozhodčí: Gallego, Lamas (ESP) |
| 2 . prosince 17:00 | (13 - 7)  |         |       | Hamar, Norsko Počet diváků: 800 Rozhodčí: Gallego, Lamas (ESP) |
| 2 . prosince 17:00 |           |         |       | Hamar, Norsko Počet diváků: 800 Rozhodčí: Gallego, Lamas (ESP) |

| 2 . prosince 19:00 | Norsko   | 38 - 11 | Austrálie | Hamar, Norsko Počet diváků: 3220 Rozhodčí: Ehrmann, Künzig (GER) |
| 2 . prosince 19:00 | (17 - 5) |         |           | Hamar, Norsko Počet diváků: 3220 Rozhodčí: Ehrmann, Künzig (GER) |
| 2 . prosince 19:00 |          |         |           | Hamar, Norsko Počet diváků: 3220 Rozhodčí: Ehrmann, Künzig (GER) |

| 2 . prosince 21:00 | Polsko   | 22 - 20 | Nizozemsko | Hamar, Norsko Počet diváků: 500 Rozhodčí: Chong, Lim (KOR) |
| 2 . prosince 21:00 | (8 - 11) |         |            | Hamar, Norsko Počet diváků: 500 Rozhodčí: Chong, Lim (KOR) |
| 2 . prosince 21:00 |          |         |            | Hamar, Norsko Počet diváků: 500 Rozhodčí: Chong, Lim (KOR) |

| 4 . prosince 13:00 | Austrálie | 14 - 37 | Bělorusko | Stavanger, Norsko Počet diváků: 500 Rozhodčí: Chong, Lim (KOR) |
| 4 . prosince 13:00 | (7 - 19)  |         |           | Stavanger, Norsko Počet diváků: 500 Rozhodčí: Chong, Lim (KOR) |
| 4 . prosince 13:00 |           |         |           | Stavanger, Norsko Počet diváků: 500 Rozhodčí: Chong, Lim (KOR) |

| 4 . prosince 16:00 | Polsko    | 27 - 24 | Česko | Stavanger, Norsko Počet diváků: 1250 Rozhodčí: Ehrmann, Künzig (GER) |
| 4 . prosince 16:00 | (13 - 13) |         |       | Stavanger, Norsko Počet diváků: 1250 Rozhodčí: Ehrmann, Künzig (GER) |
| 4 . prosince 16:00 |           |         |       | Stavanger, Norsko Počet diváků: 1250 Rozhodčí: Ehrmann, Künzig (GER) |

| 4 . prosince 17:00 | Nizozemsko | 24 - 18 | Norsko | Stavanger, Norsko Počet diváků: 4000 Rozhodčí: Kalin, Korič (SLO) |
| 4 . prosince 17:00 | (12 - 9)   |         |        | Stavanger, Norsko Počet diváků: 4000 Rozhodčí: Kalin, Korič (SLO) |
| 4 . prosince 17:00 |            |         |        | Stavanger, Norsko Počet diváků: 4000 Rozhodčí: Kalin, Korič (SLO) |

| 5 . prosince 14:00 | Česko    | 36 - 15 | Austrálie | Stavanger, Norsko Počet diváků: 650 Rozhodčí: Besses, Benmila (ALG) |
| 5 . prosince 14:00 | (18 - 7) |         |           | Stavanger, Norsko Počet diváků: 650 Rozhodčí: Besses, Benmila (ALG) |
| 5 . prosince 14:00 |          |         |           | Stavanger, Norsko Počet diváků: 650 Rozhodčí: Besses, Benmila (ALG) |

| 5 . prosince 15:00 | Nizozemsko | 29 - 24 | Bělorusko | Stavanger, Norsko Počet diváků: 2160 Rozhodčí: Ehrmann, Künzig (GER) |
| 5 . prosince 15:00 | (13 - 13)  |         |           | Stavanger, Norsko Počet diváků: 2160 Rozhodčí: Ehrmann, Künzig (GER) |
| 5 . prosince 15:00 |            |         |           | Stavanger, Norsko Počet diváků: 2160 Rozhodčí: Ehrmann, Künzig (GER) |

| 4 . prosince 18:00 | Norsko   | 22 - 19 | Polsko | Stavanger, Norsko Počet diváků: 4682 Rozhodčí: Gallego, Lamas (ESP) |
| 4 . prosince 18:00 | (12 - 9) |         |        | Stavanger, Norsko Počet diváků: 4682 Rozhodčí: Gallego, Lamas (ESP) |
| 4 . prosince 18:00 |          |         |        | Stavanger, Norsko Počet diváků: 4682 Rozhodčí: Gallego, Lamas (ESP) |

### Skupina B
| Poř. | tým               | Z | V | R | P | VB  | OB  | +/− | B | výsledek             |
| ---- | ----------------- | - | - | - | - | --- | --- | --- | - | -------------------- |
| 1.   | Rakousko          | 5 | 4 | 0 | 1 | 144 | 125 | +19 | 8 | postup do osmifinále |
| 2.   | Francie           | 5 | 4 | 0 | 1 | 124 | 98  | +26 | 8 | postup do osmifinále |
| 3.   | Ukrajina          | 5 | 3 | 0 | 2 | 138 | 109 | +29 | 6 | postup do osmifinále |
| 4.   | Rumunsko          | 5 | 3 | 0 | 2 | 146 | 110 | +36 | 6 | postup do osmifinále |
| 5.   | Pobřeží slonoviny | 5 | 1 | 0 | 4 | 110 | 142 | −32 | 2 |                      |
| 6.   | Kuba              | 5 | 0 | 0 | 5 | 103 | 181 | −78 | 0 |                      |

| 30 . listopadu 13:30 | Rakousko  | 26 - 25 | Ukrajina | Trondheim, Norsko Počet diváků: 520 Rozhodčí: Klucso, Lekrinzki (HUN) |
| 30 . listopadu 13:30 | (11 - 12) |         |          | Trondheim, Norsko Počet diváků: 520 Rozhodčí: Klucso, Lekrinzki (HUN) |
| 30 . listopadu 13:30 |           |         |          | Trondheim, Norsko Počet diváků: 520 Rozhodčí: Klucso, Lekrinzki (HUN) |

| 30 . listopadu 15:15 | Rumunsko | 37 - 19 | Kuba | Trondheim, Norsko Počet diváků: 510 Rozhodčí: Marjan Nachevski, Dragan Nachevski (MKD) |
| 30 . listopadu 15:15 | (19 - 7) |         |      | Trondheim, Norsko Počet diváků: 510 Rozhodčí: Marjan Nachevski, Dragan Nachevski (MKD) |
| 30 . listopadu 15:15 |          |         |      | Trondheim, Norsko Počet diváků: 510 Rozhodčí: Marjan Nachevski, Dragan Nachevski (MKD) |

| 30 . listopadu 17:00 | Francie   | 31 - 19 | Pobřeží slonoviny | Trondheim, Norsko Počet diváků: 740 Rozhodčí: Malik de Tchara, Al Lail (ARG) |
| 30 . listopadu 17:00 | (14 - 10) |         |                   | Trondheim, Norsko Počet diváků: 740 Rozhodčí: Malik de Tchara, Al Lail (ARG) |
| 30 . listopadu 17:00 |           |         |                   | Trondheim, Norsko Počet diváků: 740 Rozhodčí: Malik de Tchara, Al Lail (ARG) |

| 1 . prosince 14:30 | Pobřeží slonoviny | 15 - 33 | Rumunsko | Trondheim, Norsko Počet diváků: 688 Rozhodčí: Klucso, Lekrinzki (HUN) |
| 1 . prosince 14:30 | (5 - 18)          |         |          | Trondheim, Norsko Počet diváků: 688 Rozhodčí: Klucso, Lekrinzki (HUN) |
| 1 . prosince 14:30 |                   |         |          | Trondheim, Norsko Počet diváků: 688 Rozhodčí: Klucso, Lekrinzki (HUN) |

| 1 . prosince 16:15 | Kuba      | 27 - 37 | Rakousko | Trondheim, Norsko Počet diváků: 724 Rozhodčí: Marić, Gardinovački (SRB) |
| 1 . prosince 16:15 | (13 - 15) |         |          | Trondheim, Norsko Počet diváků: 724 Rozhodčí: Marić, Gardinovački (SRB) |
| 1 . prosince 16:15 |           |         |          | Trondheim, Norsko Počet diváků: 724 Rozhodčí: Marić, Gardinovački (SRB) |

| 1 . prosince 18:00 | Ukrajina | 16 - 18 | Francie | Trondheim, Norsko Počet diváků: 890 Rozhodčí: Marjan Nachevski, Dragan Nachevski (MKD) |
| 1 . prosince 18:00 | (7 - 11) |         |         | Trondheim, Norsko Počet diváků: 890 Rozhodčí: Marjan Nachevski, Dragan Nachevski (MKD) |
| 1 . prosince 18:00 |          |         |         | Trondheim, Norsko Počet diváků: 890 Rozhodčí: Marjan Nachevski, Dragan Nachevski (MKD) |

| 2 . prosince 13:30 | Rakousko | 32 - 24 | Pobřeží slonoviny | Trondheim, Norsko Počet diváků: 905 Rozhodčí: Marjan Nachevski, Dragan Nachevski (MKD) |
| 2 . prosince 13:30 | (19 - 8) |         |                   | Trondheim, Norsko Počet diváků: 905 Rozhodčí: Marjan Nachevski, Dragan Nachevski (MKD) |
| 2 . prosince 13:30 |          |         |                   | Trondheim, Norsko Počet diváků: 905 Rozhodčí: Marjan Nachevski, Dragan Nachevski (MKD) |

| 2 . prosince 15:15 | Ukrajina  | 41 - 19 | Kuba | Trondheim, Norsko Počet diváků: 916 Rozhodčí: Malik de Tchara, Al Lail (ARG) |
| 2 . prosince 15:15 | (21 - 12) |         |      | Trondheim, Norsko Počet diváků: 916 Rozhodčí: Malik de Tchara, Al Lail (ARG) |
| 2 . prosince 15:15 |           |         |      | Trondheim, Norsko Počet diváků: 916 Rozhodčí: Malik de Tchara, Al Lail (ARG) |

| 2 . prosince 17:00 | Francie   | 22 - 20 | Rumunsko | Trondheim, Norsko Počet diváků: 940 Rozhodčí: Marić, Gardinovački (SRB) |
| 2 . prosince 17:00 | (10 - 12) |         |          | Trondheim, Norsko Počet diváků: 940 Rozhodčí: Marić, Gardinovački (SRB) |
| 2 . prosince 17:00 |           |         |          | Trondheim, Norsko Počet diváků: 940 Rozhodčí: Marić, Gardinovački (SRB) |

| 4 . prosince 12:00 | Pobřeží slonoviny | 20 - 29 | Ukrajina | Trondheim, Norsko Počet diváků: 467 Rozhodčí: Malik de Tchara, Al Lail (ARG) |
| 4 . prosince 12:00 | (8 - 14)          |         |          | Trondheim, Norsko Počet diváků: 467 Rozhodčí: Malik de Tchara, Al Lail (ARG) |
| 4 . prosince 12:00 |                   |         |          | Trondheim, Norsko Počet diváků: 467 Rozhodčí: Malik de Tchara, Al Lail (ARG) |

| 4 . prosince 13:45 | Francie   | 34 - 21 | Kuba | Trondheim, Norsko Počet diváků: 612 Rozhodčí: Klucso, Lekrinszki (HUN) |
| 4 . prosince 13:45 | (14 - 14) |         |      | Trondheim, Norsko Počet diváků: 612 Rozhodčí: Klucso, Lekrinszki (HUN) |
| 4 . prosince 13:45 |           |         |      | Trondheim, Norsko Počet diváků: 612 Rozhodčí: Klucso, Lekrinszki (HUN) |

| 4 . prosince 15:30 | Rumunsko  | 30 - 27 | Rakousko | Trondheim, Norsko Počet diváků: 6724 Rozhodčí: Marjan Nachevski, Dragan Nachevski (MKD) |
| 4 . prosince 15:30 | (18 - 15) |         |          | Trondheim, Norsko Počet diváků: 6724 Rozhodčí: Marjan Nachevski, Dragan Nachevski (MKD) |
| 4 . prosince 15:30 |           |         |          | Trondheim, Norsko Počet diváků: 6724 Rozhodčí: Marjan Nachevski, Dragan Nachevski (MKD) |

| 5 . prosince 14:00 | Kuba     | 17 - 32 | Pobřeží slonoviny | Trondheim, Norsko Počet diváků: 407 Rozhodčí: Marić, Gardinovački (SRB) |
| 5 . prosince 14:00 | (6 - 13) |         |                   | Trondheim, Norsko Počet diváků: 407 Rozhodčí: Marić, Gardinovački (SRB) |
| 5 . prosince 14:00 |          |         |                   | Trondheim, Norsko Počet diváků: 407 Rozhodčí: Marić, Gardinovački (SRB) |

| 5 . prosince 16:00 | Rumunsko  | 26 - 27 | Ukrajina | Trondheim, Norsko Počet diváků: 523 Rozhodčí: Marjan Nachevski, Dragan Nachevski (MKD) |
| 5 . prosince 16:00 | (11 - 17) |         |          | Trondheim, Norsko Počet diváků: 523 Rozhodčí: Marjan Nachevski, Dragan Nachevski (MKD) |
| 5 . prosince 16:00 |           |         |          | Trondheim, Norsko Počet diváků: 523 Rozhodčí: Marjan Nachevski, Dragan Nachevski (MKD) |

| 5 . prosince 18:00 | Rakousko  | 22 - 19 | Francie | Trondheim, Norsko Počet diváků: 434 Rozhodčí: Klucso, Lekrinszki (HUN) |
| 5 . prosince 18:00 | (10 - 10) |         |         | Trondheim, Norsko Počet diváků: 434 Rozhodčí: Klucso, Lekrinszki (HUN) |
| 5 . prosince 18:00 |           |         |         | Trondheim, Norsko Počet diváků: 434 Rozhodčí: Klucso, Lekrinszki (HUN) |

### Skupina C
| Poř. | tým               | Z | V | R | P | VB  | OB  | +/−  | B  | výsledek             |
| ---- | ----------------- | - | - | - | - | --- | --- | ---- | -- | -------------------- |
| 1.   | Dánsko            | 5 | 5 | 0 | 0 | 159 | 84  | +75  | 10 | postup do osmifinále |
| 2.   | Německo           | 5 | 3 | 1 | 1 | 137 | 100 | +37  | 7  | postup do osmifinále |
| 3.   | Severní Makedonie | 5 | 3 | 0 | 2 | 136 | 107 | +29  | 6  | postup do osmifinále |
| 4.   | Angola            | 5 | 1 | 2 | 2 | 113 | 120 | −7   | 4  | postup do osmifinále |
| 5.   | Japonsko          | 5 | 1 | 1 | 3 | 118 | 124 | −6   | 3  |                      |
| 6.   | Argentina         | 5 | 0 | 0 | 5 | 52  | 180 | −128 | 0  |                      |

| 30 . listopadu 16:30 | Severní Makedonie | 27 - 25 | Japonsko | Kolding, Dánsko Počet diváků: 500 Rozhodčí: Bord, Buy (FRA) |
| 30 . listopadu 16:30 | (15 - 10)         |         |          | Kolding, Dánsko Počet diváků: 500 Rozhodčí: Bord, Buy (FRA) |
| 30 . listopadu 16:30 |                   |         |          | Kolding, Dánsko Počet diváků: 500 Rozhodčí: Bord, Buy (FRA) |

| 30 . listopadu 19:30 | Německo  | 33 - 9 | Argentina | Kolding, Dánsko Počet diváků: 650 Rozhodčí: Silva, Righeto (BRA) |
| 30 . listopadu 19:30 | (15 - 5) |        |           | Kolding, Dánsko Počet diváků: 650 Rozhodčí: Silva, Righeto (BRA) |
| 30 . listopadu 19:30 |          |        |           | Kolding, Dánsko Počet diváků: 650 Rozhodčí: Silva, Righeto (BRA) |

| 30 . listopadu 20:40 | Dánsko   | 31 - 12 | Angola | Kolding, Dánsko Počet diváků: 2500 Rozhodčí: Goulao, Macau (POR) |
| 30 . listopadu 20:40 | (15 - 7) |         |        | Kolding, Dánsko Počet diváků: 2500 Rozhodčí: Goulao, Macau (POR) |
| 30 . listopadu 20:40 |          |         |        | Kolding, Dánsko Počet diváků: 2500 Rozhodčí: Goulao, Macau (POR) |

| 1 . prosince 16:30 | Argentina | 10 - 33 | Severní Makedonie | Kolding, Dánsko Počet diváků: 600 Rozhodčí: Goulao, Macau (POR) |
| 1 . prosince 16:30 | (3 - 10)  |         |                   | Kolding, Dánsko Počet diváků: 600 Rozhodčí: Goulao, Macau (POR) |
| 1 . prosince 16:30 |           |         |                   | Kolding, Dánsko Počet diváků: 600 Rozhodčí: Goulao, Macau (POR) |

| 1 . prosince 18:30 | Angola    | 20 - 20 | Německo | Kolding, Dánsko Počet diváků: 1500 Rozhodčí: Kohout, Dolejs (CZE) |
| 1 . prosince 18:30 | (10 - 10) |         |         | Kolding, Dánsko Počet diváků: 1500 Rozhodčí: Kohout, Dolejs (CZE) |
| 1 . prosince 18:30 |           |         |         | Kolding, Dánsko Počet diváků: 1500 Rozhodčí: Kohout, Dolejs (CZE) |

| 1 . prosince 20:40 | Japonsko | 15 - 28 | Dánsko | Kolding, Dánsko Počet diváků: 3000 Rozhodčí: Silva, Righeto (BRA) |
| 1 . prosince 20:40 | (8 - 13) |         |        | Kolding, Dánsko Počet diváků: 3000 Rozhodčí: Silva, Righeto (BRA) |
| 1 . prosince 20:40 |          |         |        | Kolding, Dánsko Počet diváků: 3000 Rozhodčí: Silva, Righeto (BRA) |

| 2 . prosince 16:30 | Německo  | 23 - 18 | Severní Makedonie | Kolding, Dánsko Počet diváků: 500 Rozhodčí: Bord, Buy (FRA) |
| 2 . prosince 16:30 | (12 - 8) |         |                   | Kolding, Dánsko Počet diváků: 500 Rozhodčí: Bord, Buy (FRA) |
| 2 . prosince 16:30 |          |         |                   | Kolding, Dánsko Počet diváků: 500 Rozhodčí: Bord, Buy (FRA) |

| 2 . prosince 18:30 | Angola   | 22 - 22 | Japonsko | Kolding, Dánsko Počet diváků: 800 Rozhodčí: Goulao, Macau (POR) |
| 2 . prosince 18:30 | (8 - 10) |         |          | Kolding, Dánsko Počet diváků: 800 Rozhodčí: Goulao, Macau (POR) |
| 2 . prosince 18:30 |          |         |          | Kolding, Dánsko Počet diváků: 800 Rozhodčí: Goulao, Macau (POR) |

| 2 . prosince 20:40 | Dánsko   | 42 - 5 | Argentina | Kolding, Dánsko Počet diváků: 3000 Rozhodčí: Kohout, Dolejs (CZE) |
| 2 . prosince 20:40 | (18 - 3) |        |           | Kolding, Dánsko Počet diváků: 3000 Rozhodčí: Kohout, Dolejs (CZE) |
| 2 . prosince 20:40 |          |        |           | Kolding, Dánsko Počet diváků: 3000 Rozhodčí: Kohout, Dolejs (CZE) |

| 4 . prosince 16:30 | Německo   | 32 - 22 | Japonsko | Kolding, Dánsko Počet diváků: 500 Rozhodčí: Silva, Righeto (BRA) |
| 4 . prosince 16:30 | (12 - 10) |         |          | Kolding, Dánsko Počet diváků: 500 Rozhodčí: Silva, Righeto (BRA) |
| 4 . prosince 16:30 |           |         |          | Kolding, Dánsko Počet diváků: 500 Rozhodčí: Silva, Righeto (BRA) |

| 4 . prosince 18:30 | Argentina | 13 - 37 | Angola | Kolding, Dánsko Počet diváků: 1300 Rozhodčí: Bord, Buy (FRA) |
| 4 . prosince 18:30 | (4 - 19)  |         |        | Kolding, Dánsko Počet diváků: 1300 Rozhodčí: Bord, Buy (FRA) |
| 4 . prosince 18:30 |           |         |        | Kolding, Dánsko Počet diváků: 1300 Rozhodčí: Bord, Buy (FRA) |

| 4 . prosince 20:40 | Severní Makedonie | 24 - 27 | Dánsko | Kolding, Dánsko Počet diváků: 3000 Rozhodčí: Goulao, Macau (POR) |
| 4 . prosince 20:40 | (11 - 11)         |         |        | Kolding, Dánsko Počet diváků: 3000 Rozhodčí: Goulao, Macau (POR) |
| 4 . prosince 20:40 |                   |         |        | Kolding, Dánsko Počet diváků: 3000 Rozhodčí: Goulao, Macau (POR) |

| 5 . prosince 14:00 | Japonsko | 34 - 15 | Argentina | Kolding, Dánsko Počet diváků: 500 Rozhodčí: Silva, Righeto (BRA) |
| 5 . prosince 14:00 | (17 - 6) |         |           | Kolding, Dánsko Počet diváků: 500 Rozhodčí: Silva, Righeto (BRA) |
| 5 . prosince 14:00 |          |         |           | Kolding, Dánsko Počet diváků: 500 Rozhodčí: Silva, Righeto (BRA) |

| 5 . prosince 16:00 | Severní Makedonie | 34 - 22 | Angola | Kolding, Dánsko Počet diváků: 2000 Rozhodčí: Bord, Buy (FRA) |
| 5 . prosince 16:00 | (17 - 11)         |         |        | Kolding, Dánsko Počet diváků: 2000 Rozhodčí: Bord, Buy (FRA) |
| 5 . prosince 16:00 |                   |         |        | Kolding, Dánsko Počet diváků: 2000 Rozhodčí: Bord, Buy (FRA) |

| 5 . prosince 18:00 | Dánsko    | 31 - 28 | Německo | Kolding, Dánsko Počet diváků: 3000 Rozhodčí: Kohout, Dolejs (CZE) |
| 5 . prosince 18:00 | (13 - 13) |         |         | Kolding, Dánsko Počet diváků: 3000 Rozhodčí: Kohout, Dolejs (CZE) |
| 5 . prosince 18:00 |           |         |         | Kolding, Dánsko Počet diváků: 3000 Rozhodčí: Kohout, Dolejs (CZE) |

### Skupina D
| Poř. | tým         | Z | V | R | P | VB  | OB  | +/− | B  | výsledek             |
| ---- | ----------- | - | - | - | - | --- | --- | --- | -- | -------------------- |
| 1.   | Maďarsko    | 5 | 5 | 0 | 0 | 162 | 109 | +53 | 10 | postup do osmifinále |
| 2.   | Jižní Korea | 5 | 4 | 0 | 1 | 151 | 115 | +36 | 8  | postup do osmifinále |
| 3.   | Rusko       | 5 | 3 | 0 | 2 | 159 | 122 | +37 | 6  | postup do osmifinále |
| 4.   | Brazílie    | 5 | 1 | 1 | 3 | 104 | 123 | −19 | 3  | postup do osmifinále |
| 5.   | Čína        | 5 | 1 | 1 | 3 | 120 | 140 | −20 | 3  |                      |
| 6.   | Kongo       | 5 | 0 | 0 | 5 | 91  | 178 | −87 | 0  |                      |

| 30. listopadu 13:30 | Jižní Korea | 29 - 19 | Čína | Lillehammer, Norsko Počet diváků: 1636 Rozhodčí: Vakula, Liudovyk (UKR) |
| 30. listopadu 13:30 | (15 - 8)    |         |      | Lillehammer, Norsko Počet diváků: 1636 Rozhodčí: Vakula, Liudovyk (UKR) |
| 30. listopadu 13:30 |             |         |      | Lillehammer, Norsko Počet diváků: 1636 Rozhodčí: Vakula, Liudovyk (UKR) |

| 30 . listopadu 15:30 | Maďarsko | 22 - 13 | Brazílie | Lillehammer, Norsko Počet diváků: 430 Rozhodčí: Nilsson, Hagen (SWE) |
| 30 . listopadu 15:30 | (10 - 5) |         |          | Lillehammer, Norsko Počet diváků: 430 Rozhodčí: Nilsson, Hagen (SWE) |
| 30 . listopadu 15:30 |          |         |          | Lillehammer, Norsko Počet diváků: 430 Rozhodčí: Nilsson, Hagen (SWE) |

| 30 . listopadu 17:30 | Rusko     | 42 - 20 | Kongo | Lillehammer, Norsko Rozhodčí: Forbord, Jorstad (NOR) |
| 30 . listopadu 17:30 | (19 - 14) |         |       | Lillehammer, Norsko Rozhodčí: Forbord, Jorstad (NOR) |
| 30 . listopadu 17:30 |           |         |       | Lillehammer, Norsko Rozhodčí: Forbord, Jorstad (NOR) |

| 1 . prosince 14:00 | Brazílie  | 20 - 27 | Jižní Korea | Gjøvik, Norsko Počet diváků: 412 Rozhodčí: Forbord, Jorstad (NOR) |
| 1 . prosince 14:00 | (10 - 14) |         |             | Gjøvik, Norsko Počet diváků: 412 Rozhodčí: Forbord, Jorstad (NOR) |
| 1 . prosince 14:00 |           |         |             | Gjøvik, Norsko Počet diváků: 412 Rozhodčí: Forbord, Jorstad (NOR) |

| 1 . prosince 16:00 | Kongo     | 17 - 39 | Maďarsko | Gjøvik, Norsko Počet diváků: 476 Rozhodčí: Vakula, Liudovyk (UKR) |
| 1 . prosince 16:00 | (10 - 17) |         |          | Gjøvik, Norsko Počet diváků: 476 Rozhodčí: Vakula, Liudovyk (UKR) |
| 1 . prosince 16:00 |           |         |          | Gjøvik, Norsko Počet diváků: 476 Rozhodčí: Vakula, Liudovyk (UKR) |

| 1 . prosince 18:00 | Čína      | 21 - 38 | Rusko | Gjøvik, Norsko Počet diváků: 697 Rozhodčí: Benmila, Besses (ALG) |
| 1 . prosince 18:00 | (10 - 17) |         |       | Gjøvik, Norsko Počet diváků: 697 Rozhodčí: Benmila, Besses (ALG) |
| 1 . prosince 18:00 |           |         |       | Gjøvik, Norsko Počet diváků: 697 Rozhodčí: Benmila, Besses (ALG) |

| 2 . prosince 13:30 | Brazílie | 30 - 20 | Kongo | Lillehammer, Norsko Počet diváků: 650 Rozhodčí: Nilsso, Hagen (SWE) |
| 2 . prosince 13:30 | (16 - 8) |         |       | Lillehammer, Norsko Počet diváků: 650 Rozhodčí: Nilsso, Hagen (SWE) |
| 2 . prosince 13:30 |          |         |       | Lillehammer, Norsko Počet diváků: 650 Rozhodčí: Nilsso, Hagen (SWE) |

| 2 . prosince 15:30 | Jižní Korea | 30 - 24 | Rusko | Lillehammer, Norsko Počet diváků: 1570 Rozhodčí: Vakula, Liudovyk (UKR) |
| 2 . prosince 15:30 | (16 - 10)   |         |       | Lillehammer, Norsko Počet diváků: 1570 Rozhodčí: Vakula, Liudovyk (UKR) |
| 2 . prosince 15:30 |             |         |       | Lillehammer, Norsko Počet diváků: 1570 Rozhodčí: Vakula, Liudovyk (UKR) |

| 2 . prosince 17:30 | Maďarsko  | 34 - 25 | Čína | Lillehammer, Norsko Počet diváků: 560 Rozhodčí: Besses, Benmila (ALG) |
| 2 . prosince 17:30 | (15 - 10) |         |      | Lillehammer, Norsko Počet diváků: 560 Rozhodčí: Besses, Benmila (ALG) |
| 2 . prosince 17:30 |           |         |      | Lillehammer, Norsko Počet diváků: 560 Rozhodčí: Besses, Benmila (ALG) |

| 4 . prosince 11:00 | Jižní Korea | 36 - 19 | Kongo | Hamar, Norsko Počet diváků: 700 Rozhodčí: Nilsson, Hagen (SWE) |
| 4 . prosince 11:00 | (20 - 10)   |         |       | Hamar, Norsko Počet diváků: 700 Rozhodčí: Nilsson, Hagen (SWE) |
| 4 . prosince 11:00 |             |         |       | Hamar, Norsko Počet diváků: 700 Rozhodčí: Nilsson, Hagen (SWE) |

| 4 . prosince 13:30 | Čína      | 24 - 24 | Brazílie | Hamar, Norsko Počet diváků: 250 Rozhodčí: Forbord, Jorstad (NOR) |
| 4 . prosince 13:30 | (12 - 10) |         |          | Hamar, Norsko Počet diváků: 250 Rozhodčí: Forbord, Jorstad (NOR) |
| 4 . prosince 13:30 |           |         |          | Hamar, Norsko Počet diváků: 250 Rozhodčí: Forbord, Jorstad (NOR) |

| 4 . prosince 15:00 | Rusko    | 25 - 34 | Maďarsko | Hamar, Norsko Počet diváků: 250 Rozhodčí: Gallego, Lamas (ESP) |
| 4 . prosince 15:00 | (8 - 22) |         |          | Hamar, Norsko Počet diváků: 250 Rozhodčí: Gallego, Lamas (ESP) |
| 4 . prosince 15:00 |          |         |          | Hamar, Norsko Počet diváků: 250 Rozhodčí: Gallego, Lamas (ESP) |

| 5 . prosince 14:00 | Kongo     | 15 - 31 | Čína | Hamar, Norsko Počet diváků: 200 Rozhodčí: Vakula, Liudovyk (UKR) |
| 5 . prosince 14:00 | (11 - 11) |         |      | Hamar, Norsko Počet diváků: 200 Rozhodčí: Vakula, Liudovyk (UKR) |
| 5 . prosince 14:00 |           |         |      | Hamar, Norsko Počet diváků: 200 Rozhodčí: Vakula, Liudovyk (UKR) |

| 5 . prosince 16:00 | Rusko    | 30 - 17 | Brazílie | Hamar, Norsko Počet diváků: 150 Rozhodčí: Nilsson, Hagen (SWE) |
| 5 . prosince 16:00 | (15 - 8) |         |          | Hamar, Norsko Počet diváků: 150 Rozhodčí: Nilsson, Hagen (SWE) |
| 5 . prosince 16:00 |          |         |          | Hamar, Norsko Počet diváků: 150 Rozhodčí: Nilsson, Hagen (SWE) |

| 5 . prosince 18:00 | Maďarsko  | 33 - 29 | Jižní Korea | Hamar, Norsko Počet diváků: 250 Rozhodčí: Forbord, Jorstad (NOR) |
| 5 . prosince 18:00 | (17 - 16) |         |             | Hamar, Norsko Počet diváků: 250 Rozhodčí: Forbord, Jorstad (NOR) |
| 5 . prosince 18:00 |           |         |             | Hamar, Norsko Počet diváků: 250 Rozhodčí: Forbord, Jorstad (NOR) |

## Vyřazovací fáze
Z každé ze čtyř základních skupin postoupily přímo do vyřazovacích bojů první čtyři týmy. 
|  | Osmifinále | Osmifinále  | Osmifinále |          |                   | Čtvrtfinále       | Čtvrtfinále | Čtvrtfinále |  |    | Semifinále | Semifinále | Semifinále |               |               | Finále        | Finále        | Finále |
|  |            |             |            |          |                   |                   |             |             |  |    |            |            |            |               |               |               |               |        |
|  | B1         | Rakousko    | 28         |          |                   |                   |             |             |  |    |            |            |            |               |               |               |               |        |
|  | A4         | Bělorusko   | 27         |          |                   |                   |             |             |  |    |            |            |            |               |               |               |               |        |
|  | A4         | Bělorusko   | 27         |          | B1                | Rakousko          | 24          |             |  |    |            |            |            |               |               |               |               |        |
|  |            |             |            |          | B1                | Rakousko          | 24          |             |  |    |            |            |            |               |               |               |               |        |
|  |            |             | C2         | Německo  | 13                |                   |             |             |  |    |            |            |            |               |               |               |               |        |
|  | D3         | Rusko       | C2         | Německo  | 13                | 19                |             |             |  |    |            |            |            |               |               |               |               |        |
|  | D3         | Rusko       |            |          |                   | 19                |             |             |  |    |            |            |            |               |               |               |               |        |
|  | C2         | Německo     | 22         |          |                   |                   |             |             |  |    |            |            |            |               |               |               |               |        |
|  | C2         | Německo     | 22         |          |                   |                   |             |             |  | B1 | Rakousko   | 18         |            |               |               |               |               |        |
|  |            |             |            |          |                   |                   |             |             |  | B1 | Rakousko   | 18         |            |               |               |               |               |        |
|  |            | A2          | Norsko     | 30       |                   |                   |             |             |  |    |            |            |            |               |               |               |               |        |
|  | B3         | A2          | Norsko     | 30       | Ukrajina          | 19                |             |             |  |    |            |            |            |               |               |               |               |        |
|  | B3         |             |            |          | Ukrajina          | 19                |             |             |  |    |            |            |            |               |               |               |               |        |
|  | A2         | Norsko      | 24         |          |                   |                   |             |             |  |    |            |            |            |               |               |               |               |        |
|  | A2         | Norsko      | 24         |          | A2                | Norsko            | 24          |             |  |    |            |            |            |               |               |               |               |        |
|  |            |             |            |          | A2                | Norsko            | 24          |             |  |    |            |            |            |               |               |               |               |        |
|  |            |             | D1         | Maďarsko | 21                |                   |             |             |  |    |            |            |            |               |               |               |               |        |
|  | D1         | Maďarsko    | D1         | Maďarsko | 21                | 38                |             |             |  |    |            |            |            |               |               |               |               |        |
|  | D1         | Maďarsko    |            |          |                   | 38                |             |             |  |    |            |            |            |               |               |               |               |        |
|  | C4         | Angola      | 18         |          |                   |                   |             |             |  |    |            |            |            |               |               |               |               |        |
|  | C4         | Angola      | 18         |          |                   |                   |             |             |  |    |            |            |            |               | A2            | Norsko (OT)   | 25            |        |
|  |            |             |            |          |                   |                   |             |             |  |    |            |            |            |               | A2            | Norsko (OT)   | 25            |        |
|  |            | B2          | Francie    | 24       |                   |                   |             |             |  |    |            |            |            |               |               |               |               |        |
|  | C3         | B2          | Francie    | 24       | Severní Makedonie | 28                |             |             |  |    |            |            |            |               |               |               |               |        |
|  | C3         |             |            |          | Severní Makedonie | 28                |             |             |  |    |            |            |            |               |               |               |               |        |
|  | D2         | Jižní Korea | 27         |          |                   |                   |             |             |  |    |            |            |            |               |               |               |               |        |
|  | D2         | Jižní Korea | 27         |          | C3                | Severní Makedonie | 21          |             |  |    |            |            |            | Zápas o bronz | Zápas o bronz | Zápas o bronz | Zápas o bronz |        |
|  |            |             |            |          | C3                | Severní Makedonie | 21          |             |  |    |            |            |            | Zápas o bronz | Zápas o bronz | Zápas o bronz | Zápas o bronz |        |
|  |            |             | B4         | Rumunsko | 33                |                   |             |             |  |    |            |            |            |               |               |               |               |        |
|  | A1         | Nizozemsko  | B4         | Rumunsko | 33                | 16                |             |             |  |    |            |            | B1         | Rakousko (OT) | 31            |               |               |        |
|  | A1         | Nizozemsko  |            |          |                   | 16                |             |             |  |    |            |            | B1         | Rakousko (OT) | 31            |               |               |        |
|  | B4         | Rumunsko    | 26         |          |                   |                   |             |             |  |    |            |            |            |               |               | B4            | Rumunsko      | 28     |
|  | B4         | Rumunsko    | 26         |          |                   |                   |             |             |  | B4 | Rumunsko   | 17         |            |               |               | B4            | Rumunsko      | 28     |
|  |            |             |            |          |                   |                   |             |             |  | B4 | Rumunsko   | 17         |            |               |               |               |               |        |
|  |            | B2          | Francie    | 18       |                   |                   |             |             |  |    |            |            |            |               |               |               |               |        |
|  | A3         | B2          | Francie    | 18       | Polsko            | 21                |             |             |  |    |            |            |            |               |               |               |               |        |
|  | A3         |             |            |          | Polsko            | 21                |             |             |  |    |            |            |            |               |               |               |               |        |
|  | B2         | Francie     | 28         |          |                   |                   |             |             |  |    |            |            |            |               |               |               |               |        |
|  | B2         | Francie     | 28         |          | B2                | Francie (OT)      | 19          |             |  |    |            |            |            |               |               |               |               |        |
|  |            |             |            |          | B2                | Francie (OT)      | 19          |             |  |    |            |            |            |               |               |               |               |        |
|  |            |             | C1         | Dánsko   | 17                |                   |             |             |  |    |            |            |            |               |               |               |               |        |
|  | C1         | Dánsko      | C1         | Dánsko   | 17                | 30                |             |             |  |    |            |            |            |               |               |               |               |        |
|  | C1         | Dánsko      |            |          |                   | 30                |             |             |  |    |            |            |            |               |               |               |               |        |
|  | D4         | Brazílie    | 23         |          |                   |                   |             |             |  |    |            |            |            |               |               |               |               |        |

### Osmifinále
| 7. prosince 12:30 | Nizozemsko | 16-26 | Rumunsko | Gjøvik, Norsko Počet diváků: 180 Rozhodčí: Vakula, Liudovyk (UKR) |
| 7. prosince 12:30 | (3 - 9)    |       |          | Gjøvik, Norsko Počet diváků: 180 Rozhodčí: Vakula, Liudovyk (UKR) |
| 7. prosince 12:30 |            |       |          | Gjøvik, Norsko Počet diváků: 180 Rozhodčí: Vakula, Liudovyk (UKR) |

| 7. prosince 15:00 | Rakousko  | 28 - 27 | Bělorusko | Bergen, Norsko Počet diváků: 1752 Rozhodčí: Kohout, Dolejs (CZE) |
| 7. prosince 15:00 | (15 - 17) |         |           | Bergen, Norsko Počet diváků: 1752 Rozhodčí: Kohout, Dolejs (CZE) |
| 7. prosince 15:00 |           |         |           | Bergen, Norsko Počet diváků: 1752 Rozhodčí: Kohout, Dolejs (CZE) |

| 7. prosince 15:00 | Maďarsko | 38-18 | Angola | Gjøvik, Norsko Počet diváků: 350 Rozhodčí: Chung, Lim (KOR) |
| 7. prosince 15:00 | (16 - 9) |       |        | Gjøvik, Norsko Počet diváků: 350 Rozhodčí: Chung, Lim (KOR) |
| 7. prosince 15:00 |          |       |        | Gjøvik, Norsko Počet diváků: 350 Rozhodčí: Chung, Lim (KOR) |

| 7. prosince 16:30 | Severní Makedonie | 28 – 27 | Jižní Korea | Trondheim, Norsko Počet diváků: 2040 Rozhodčí: Klucso, Lekrinszki (HUN) |
| 7. prosince 16:30 | (15 - 12)         |         |             | Trondheim, Norsko Počet diváků: 2040 Rozhodčí: Klucso, Lekrinszki (HUN) |
| 7. prosince 16:30 |                   |         |             | Trondheim, Norsko Počet diváků: 2040 Rozhodčí: Klucso, Lekrinszki (HUN) |

| 7. prosince 17:30 | Polsko   | 21 - 28 | Francie | Bergen, Norsko Počet diváků: 1762 Rozhodčí: Forbord, Jorstad (NOR) |
| 7. prosince 17:30 | (9 - 14) |         |         | Bergen, Norsko Počet diváků: 1762 Rozhodčí: Forbord, Jorstad (NOR) |
| 7. prosince 17:30 |          |         |         | Bergen, Norsko Počet diváků: 1762 Rozhodčí: Forbord, Jorstad (NOR) |

| 7. prosince 17:30 | Rusko   | 19 - 22 | Německo | Gjøvik, Norsko Počet diváků: 431 Rozhodčí: Kalin, Korič (SLO) |
| 7. prosince 17:30 | (7 - 8) |         |         | Gjøvik, Norsko Počet diváků: 431 Rozhodčí: Kalin, Korič (SLO) |
| 7. prosince 17:30 |         |         |         | Gjøvik, Norsko Počet diváků: 431 Rozhodčí: Kalin, Korič (SLO) |

| 7. prosince 19:00 | Ukrajina  | 19 - 24 | Norsko | Trondheim, Norsko Počet diváků: 3120 Rozhodčí: Marić, Gardinovački (SRB) |
| 7. prosince 19:00 | (11 - 12) |         |        | Trondheim, Norsko Počet diváků: 3120 Rozhodčí: Marić, Gardinovački (SRB) |
| 7. prosince 19:00 |           |         |        | Trondheim, Norsko Počet diváků: 3120 Rozhodčí: Marić, Gardinovački (SRB) |

| 7. prosince 20:40 | Dánsko    | 30 - 23 | Brazílie | Kolding, Dánsko Počet diváků: 3000 Rozhodčí: Bord, Buy (FRA) |
| 7. prosince 20:40 | (15 - 14) |         |          | Kolding, Dánsko Počet diváků: 3000 Rozhodčí: Bord, Buy (FRA) |
| 7. prosince 20:40 |           |         |          | Kolding, Dánsko Počet diváků: 3000 Rozhodčí: Bord, Buy (FRA) |

### Čtvrtfinále
| 9. prosince 15:30 | Rumunsko | 33 - 21 | Severní Makedonie | Hamar, Norsko Počet diváků: 100 Rozhodčí: Forbord, Jorstad (NOR) |
| 9. prosince 15:30 | (21 - 9) |         |                   | Hamar, Norsko Počet diváků: 100 Rozhodčí: Forbord, Jorstad (NOR) |
| 9. prosince 15:30 |          |         |                   | Hamar, Norsko Počet diváků: 100 Rozhodčí: Forbord, Jorstad (NOR) |

| 9. prosince 18:00 | Německo  | 13 - 24 | Rakousko | Hamar, Norsko Počet diváků: 500 Rozhodčí: Gallego, Lamas (ESP) |
| 9. prosince 18:00 | (3 - 15) |         |          | Hamar, Norsko Počet diváků: 500 Rozhodčí: Gallego, Lamas (ESP) |
| 9. prosince 18:00 |          |         |          | Hamar, Norsko Počet diváků: 500 Rozhodčí: Gallego, Lamas (ESP) |

| 9. prosince 19:00 | Norsko    | 24 - 21 | Maďarsko | Trondheim, Norsko Počet diváků: 4038 Rozhodčí: Marjan Nachevski, Dragan Nachevski (MKD) |
| 9. prosince 19:00 | (15 - 11) |         |          | Trondheim, Norsko Počet diváků: 4038 Rozhodčí: Marjan Nachevski, Dragan Nachevski (MKD) |
| 9. prosince 19:00 |           |         |          | Trondheim, Norsko Počet diváků: 4038 Rozhodčí: Marjan Nachevski, Dragan Nachevski (MKD) |

| 9. prosince 20:40 | Dánsko            | 17 - 19 | Francie | Hamar, Norsko Počet diváků: 1000 Rozhodčí: Kalin, Korič (SLO) |
| 9. prosince 20:40 | (7 - 9 / 13 - 13) |         |         | Hamar, Norsko Počet diváků: 1000 Rozhodčí: Kalin, Korič (SLO) |
| 9. prosince 20:40 |                   |         |         | Hamar, Norsko Počet diváků: 1000 Rozhodčí: Kalin, Korič (SLO) |

### Semifinále
| 11. prosince 16:30 | Rumunsko | 17 - 18 | Francie | Håkons Hall, Lillehammer, Norsko Počet diváků: 6000 Rozhodčí: Marjan Nachevski, Dragan Nachevski (MKD) |
| 11. prosince 16:30 | (8 - 9)  |         |         | Håkons Hall, Lillehammer, Norsko Počet diváků: 6000 Rozhodčí: Marjan Nachevski, Dragan Nachevski (MKD) |
| 11. prosince 16:30 |          |         |         | Håkons Hall, Lillehammer, Norsko Počet diváků: 6000 Rozhodčí: Marjan Nachevski, Dragan Nachevski (MKD) |

| 11. prosince 19:00 | Rakousko | 18 - 30 | Norsko | Håkons Hall, Lillehammer, Norsko Počet diváků: 8200 Rozhodčí: Kohout, Dolejs (CZE) |
| 11. prosince 19:00 | (6 - 12) |         |        | Håkons Hall, Lillehammer, Norsko Počet diváků: 8200 Rozhodčí: Kohout, Dolejs (CZE) |
| 11. prosince 19:00 |          |         |        | Håkons Hall, Lillehammer, Norsko Počet diváků: 8200 Rozhodčí: Kohout, Dolejs (CZE) |

### o 7. místo
| 12. prosince 10:30 | Severní Makedonie | 26 - 37 | Německo | Håkons Hall, Lillehammer, Norsko Počet diváků: 500 Rozhodčí: Klucso, Lekrinszki (HUN) |
| 12. prosince 10:30 | (15 - 19)         |         |         | Håkons Hall, Lillehammer, Norsko Počet diváků: 500 Rozhodčí: Klucso, Lekrinszki (HUN) |
| 12. prosince 10:30 |                   |         |         | Håkons Hall, Lillehammer, Norsko Počet diváků: 500 Rozhodčí: Klucso, Lekrinszki (HUN) |

### o 5. místo
| 12. prosince 13:00 | Dánsko    | 27 - 35 | Maďarsko | Håkons Hall, Lillehammer, Norsko Počet diváků: 4100 Rozhodčí: Malik de Tchara, Al Lail (ARG) |
| 12. prosince 13:00 | (13 - 20) |         |          | Håkons Hall, Lillehammer, Norsko Počet diváků: 4100 Rozhodčí: Malik de Tchara, Al Lail (ARG) |
| 12. prosince 13:00 |           |         |          | Håkons Hall, Lillehammer, Norsko Počet diváků: 4100 Rozhodčí: Malik de Tchara, Al Lail (ARG) |

### o 3. místo
| 12. prosince 15:30 | Rumunsko            | 28 - 31 | Rakousko | Håkons Hall, Lillehammer, Norsko Počet diváků: 7900 Rozhodčí: Maric, Gardinovacki (SRB) |
| 12. prosince 15:30 | (14 - 14 / 26 - 26) |         |          | Håkons Hall, Lillehammer, Norsko Počet diváků: 7900 Rozhodčí: Maric, Gardinovacki (SRB) |
| 12. prosince 15:30 |                     |         |          | Håkons Hall, Lillehammer, Norsko Počet diváků: 7900 Rozhodčí: Maric, Gardinovacki (SRB) |

### Finále
| 12. prosince 18:00 | Francie                      | 24 - 25 | Norsko | Håkons Hall, Lillehammer, Norsko Počet diváků: 11200 Rozhodčí: Gallego, Lamas (ESP) |
| 12. prosince 18:00 | (10 - 8 / 18 - 18 / 21 - 21) |         |        | Håkons Hall, Lillehammer, Norsko Počet diváků: 11200 Rozhodčí: Gallego, Lamas (ESP) |
| 12. prosince 18:00 |                              |         |        | Håkons Hall, Lillehammer, Norsko Počet diváků: 11200 Rozhodčí: Gallego, Lamas (ESP) |

## Konečné pořadí
| Poř.             | tým               |
| ---------------- | ----------------- |
| Zlatá medaile    | Norsko            |
| Stříbrná medaile | Francie           |
| Bronzová medaile | Rakousko          |
| 4.               | Rumunsko          |
| 5.               | Maďarsko          |
| 6.               | Dánsko            |
| 7.               | Německo           |
| 8.               | Severní Makedonie |
| 9.               | Jižní Korea       |
| 10.              | Nizozemsko        |
| 11.              | Polsko            |
| 12.              | Rusko             |
| 13.              | Ukrajina          |
| 14.              | Bělorusko         |
| 15.              | Angola            |
| 16.              | Brazílie          |
| 17.              | Japonsko          |
| 18.              | Čína              |
| 19.              | Česko             |
| 20.              | Pobřeží slonoviny |
| 21.              | Kuba              |
| 22.              | Kongo             |
| 23.              | Austrálie         |
| 24.              | Argentina         |